# Kriegsfenster

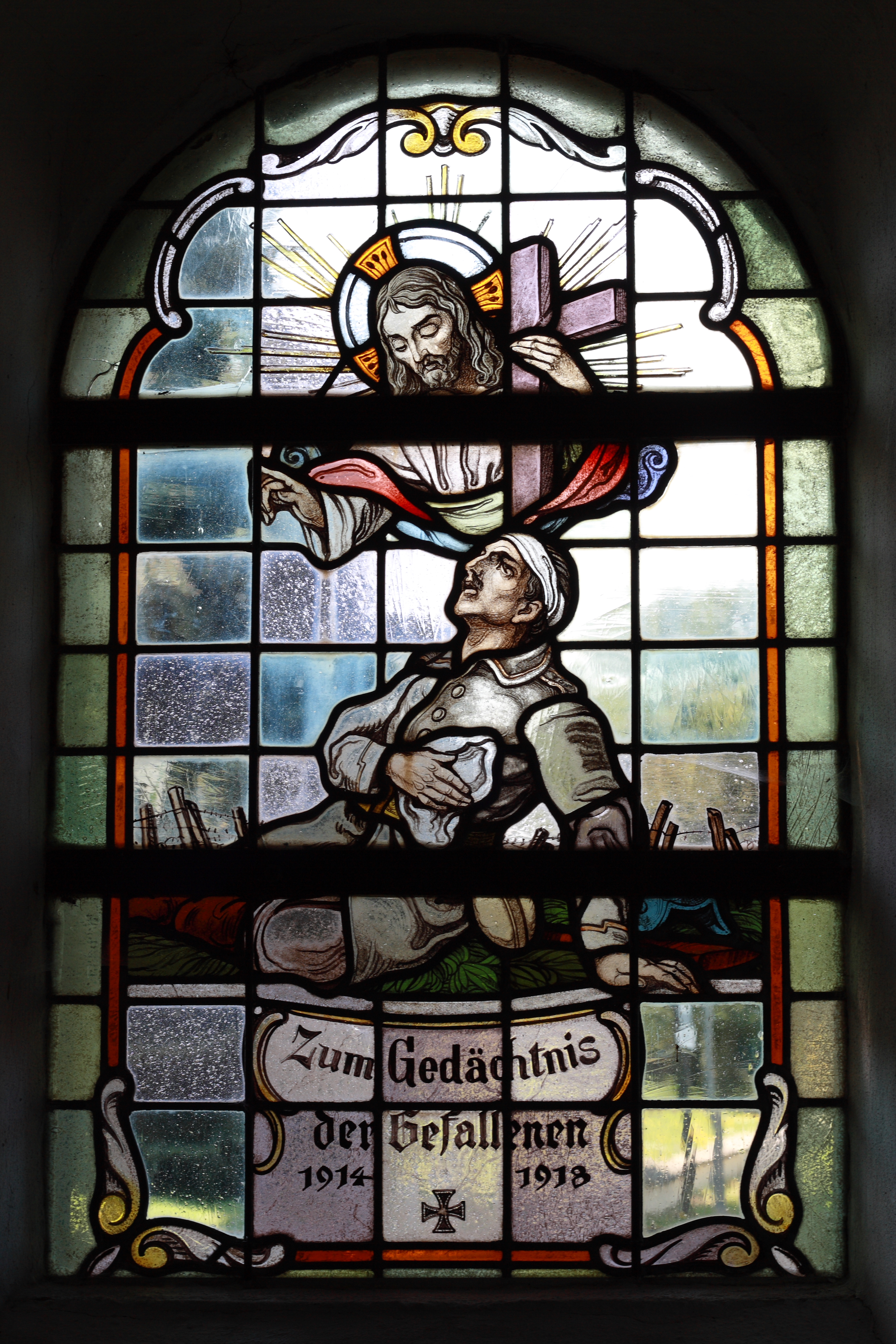
Kriegsfenster in der Kirche St. Matthias in Köttelbach

Als Kriegsfenster bezeichnet man Kirchenfenster, die während oder nach dem Ersten Weltkrieg unter anderem in Deutschland zum Gedenken an die gefallenen Soldaten geschaffen wurden. Diese Bleiglasfenster erfüllen die Funktion eines Denkmals und sind von kulturhistorischer Bedeutung.

## Glasmalerei als Kriegsdenkmal
Bereits nach dem Deutsch-Französischen Krieg von 1870/71 wurden vereinzelt Kriegsfenster hergestellt, jedoch erst im Zuge des Ersten Weltkriegs wuchs die Akzeptanz für die Gestaltung von Kirchenfenstern als Kriegsdenkmal. In der Anfangsphase des Ersten Weltkriegs wurden Wettbewerbe für Kriegerdenkmäler ausgeschrieben. Auch die Kirchen wurden aufgerufen, Ideen zu entwickeln und die Deutsche Gesellschaft für christliche Kunst veranstaltete einen Wettbewerb für Kriegerdenkmäler in und um Kirchen. Dadurch sollten „künstlerisch wertvolle“ Werke gefördert und Kitsch und übertriebener Patriotismus verhindert werden. 1917 fand in München eine Ausstellung mit Glasfenstern als Kriegerdenkmal statt. Dass die Kriegsfenster keine Seltenheit sind, zeigen allein die über 80 Kriegsfenster von Binsfeld, Werkstätten für Glasgestaltung, die zwischen 1914 und 1922 im Bistum Trier ausgeführt wurden. Die ästhetische Wirkung und der geringe Platzbedarf, verbunden mit überschaubaren Kosten, dürften zur weiten Verbreitung beigetragen haben.
Kriegsfenster wurden auch in anderen europäischen Ländern wie Frankreich und Großbritannien geschaffen.

## Platzierung der Kriegsfenster
Die Kriegsgedächtnisfenster wurden in der Regel als Einzelfenster in Kirchen und Kapellen eingebaut und nicht im Rahmen eines Gesamtkonzeptes für die Verglasung einer Kirche. Sie befinden sich meistens im Querschiff, Seitenschiff, auf der Orgelempore oder in der Sakristei, selten im Chor oder im Langhaus.

## Themen der Kriegsfenster
Die szenischen Darstellungen stammen meistens aus dem Neuen Testament oder aus Heiligenlegenden. Heilige wie der Patron der Kirche oder die mit dem Krieg in Zusammenhang gebrachten Heiligen Georg, Sebastian, Mauritius, Rochus, Martin, Theodor und Bonifatius sind häufiger zu sehen, ebenso die hl. Barbara, Patronin der Artillerie, und der hl. Michael als Patron der Deutschen. Die häufigsten Darstellungen aus der Bibel sind: Kreuzigung Christi, Auferstehung Jesu Christi und Christus am Ölberg. Häufig werden neben diesen christlichen Motiven Soldaten in Uniform, betend oder im Sterben liegend, dargestellt.